# Phytomyza tundrensis
Phytomyza tundrensis är en tvåvingeart som beskrevs av Spencer 1969. Phytomyza tundrensis ingår i släktet Phytomyza och familjen minerarflugor. Inga underarter finns listade i Catalogue of Life.